# 홍창원
홍창원(洪昌源, 1932년 2월 3일 ~ 1952년 9월 7일)은 대한민국의 군인이다. 6.25 전쟁에 소대장으로서 참전하였으며, 강원도 금성 수도고지전투에서 진내사격으로 전사하였다. 수도고지를 사수하기 위한 살신성인 정신을 인정받아 이달의 전쟁영웅 및 이달의 호국인물로 선정되었다.

## 생애
6.25 전쟁 중이던 1951년 6월 10일 육군보병학교 갑종장교 6기로 임교했다. 6개월간 교육과 훈련을 마친 후 1951년 11월 24일 육군 소위로 임관하였고, 수도사단 26연대 2대대 5중대 1소대장으로 부임했다.
1952년 9월 6일 18시, 중국군은 휴전협상이 정체됨에 따라 우위를 점하기 위해 중동부전선의 돌출부였던 수도고지에 맹렬한 포격과 함께 집중공격을 감행하였다. 중대장으로부터 진지를 사수하라는 명령을 받은 홍창원 소위는 선두에서 소대원들을 독려하며 치열한 방어전을 펼쳤지만, 모든 통신과 퇴로가 두절되었다. 21시에 하늘로 신호탄을 쏘아올려 자신들의 진지를 폭격할 것을 요청했고, 소대원 전원과 함께 수도고지에서 전사하였다.

## 사후
- 1952년 10월 31일 충무무공훈장이 수여되었고, 1954년 10월 25일에는 화랑무공훈장과 함께 중위로 추서되었다.
- 2011년 9월 전쟁기념관에서 이달의 호국인물로 선정하였다.
- 2021년 9월 국가보훈처에서 이달의 6.25 전쟁 영웅으로 선정하였고 홍보 포스터를 제작하였다.

## 같이 보기
- 6.25 전쟁
- 이달의 6.25 전쟁영웅
- 이달의 호국 인물

## 참고 문헌
- 『호국용사 100선』(이원복,1979)
- 『한국전쟁사』 (국방부전사편찬위원회,1976)
- 『호국의 별』(國防部,1979)